# RealD

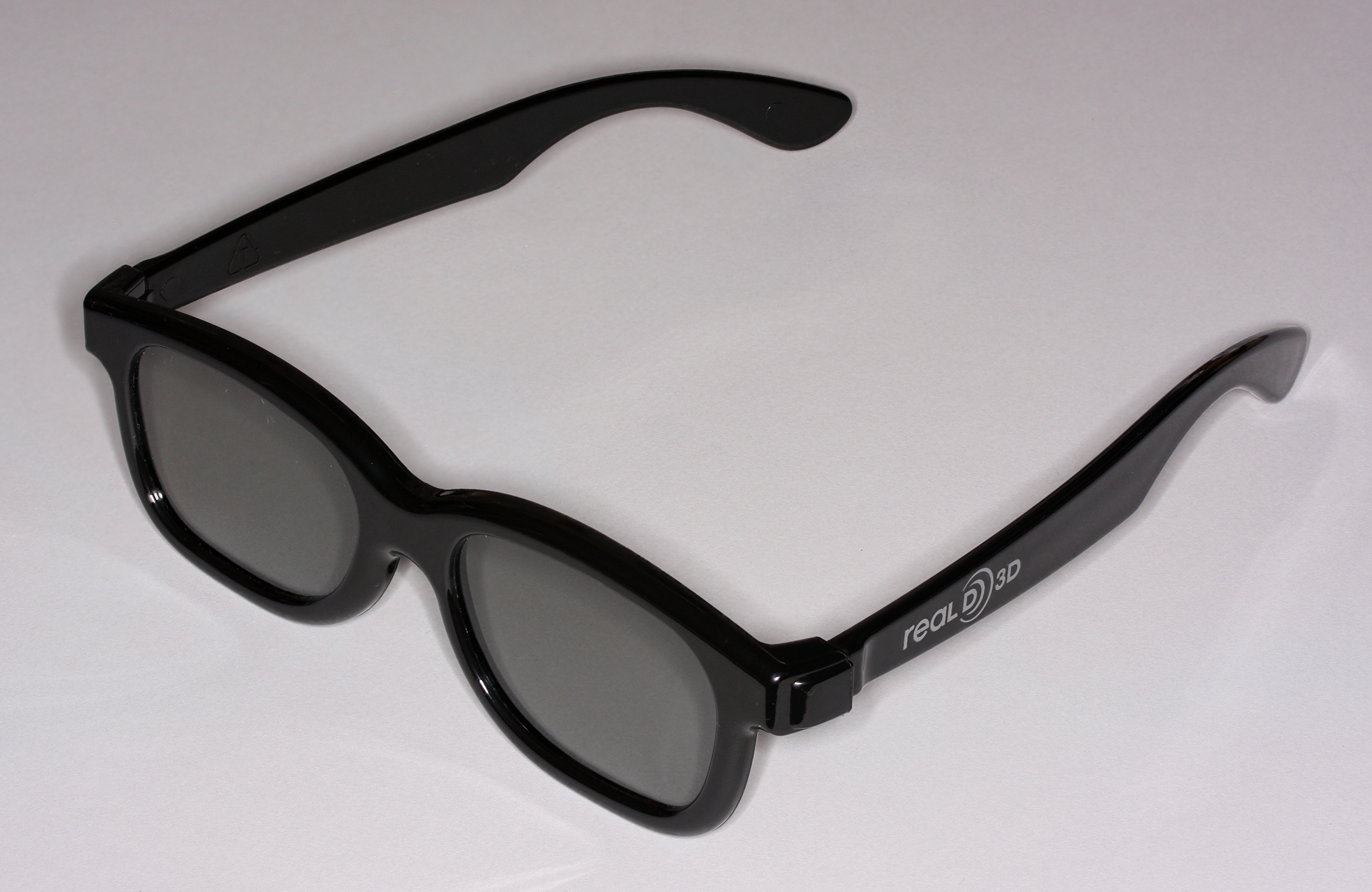
RealD 원형 편광 방식 3D 안경

RealD는 RealD사가 개발, 판매하고 있는 디지털 3D 시스템이다. 도입 가격이 저렴하고, 영화관 3D 시스템으로써 전 세계에 가장 많이 보급하고 있다.

## 기술

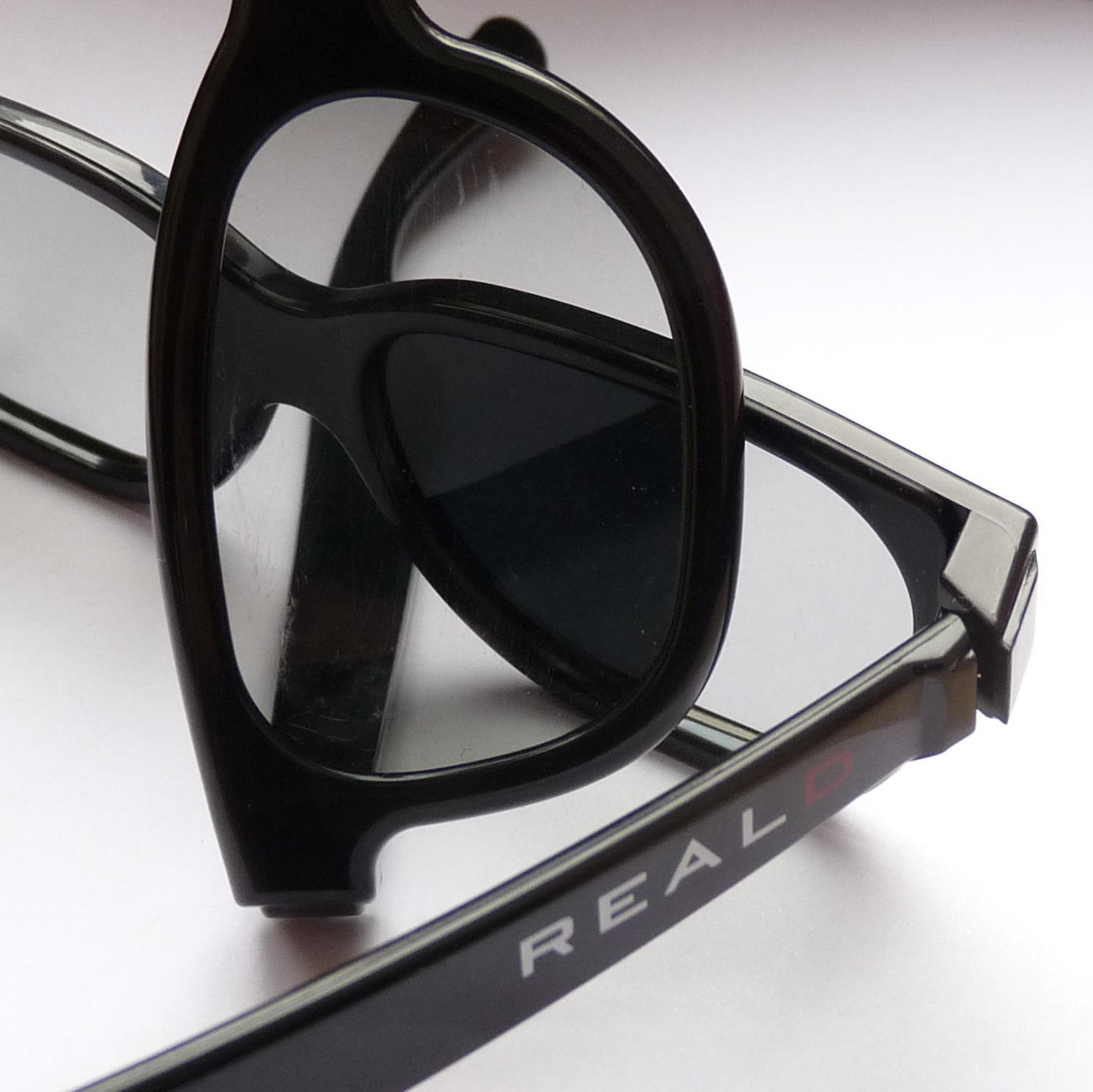
2개의 RealD용 안경을 사용해, 편광 효과를 나타낸 사진

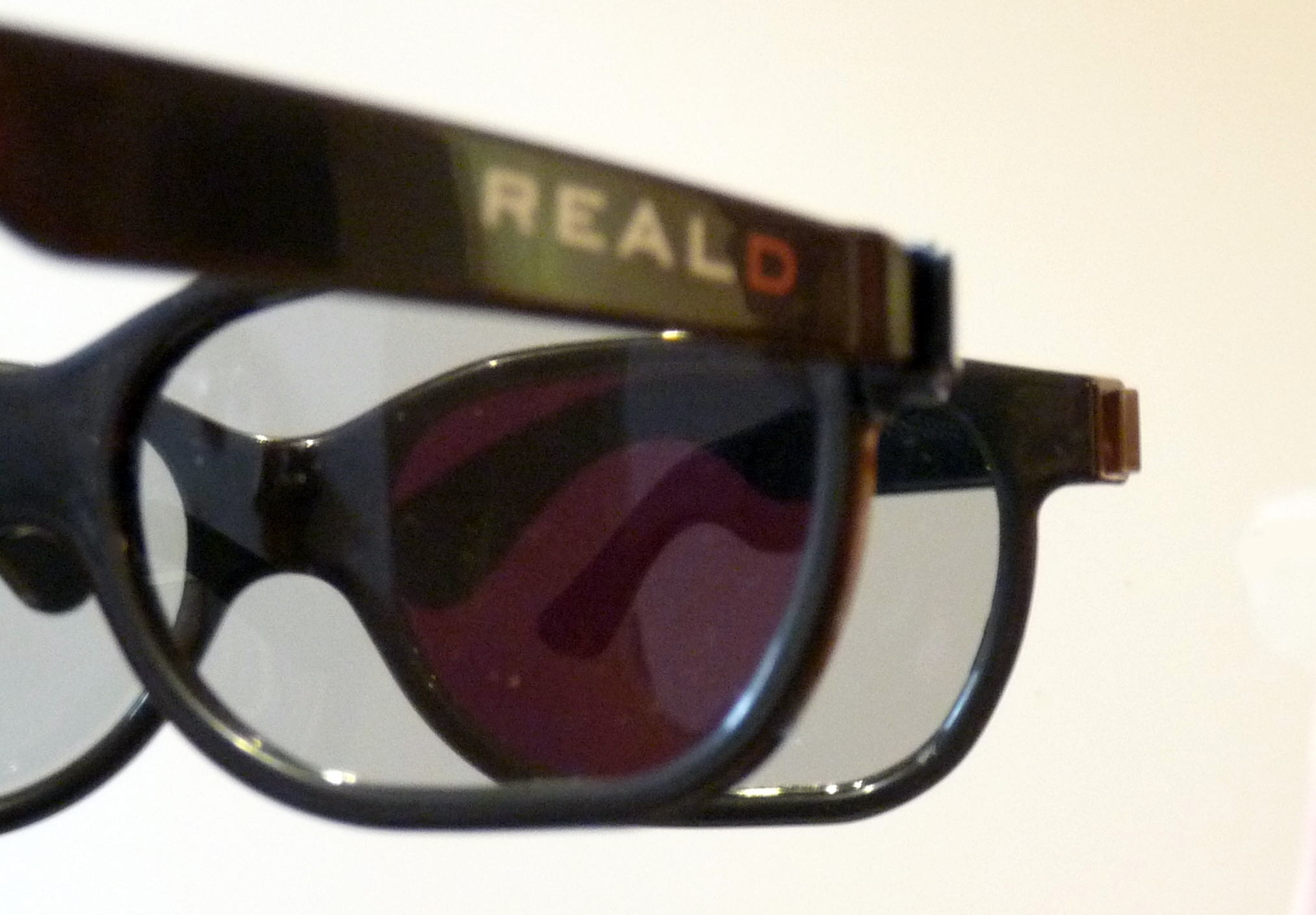
한쪽 눈으로 거울을 본 상태. 눈을 뜨고 있어도, 항상 반사광은 어둡다.

RealD에는 원편광방식이 사용되고 있다. 직사편광 영상은 3차원 감상을 하기 위해서 목을 거의 기울이는 일 없이 세울 필요가 있지만(기울이는 경우, 물체가 이중으로 보이거나 어두워지거나 한다.), 원편광은 목을 기울여도 3차원 영상이 파괴되지 않는다는 점에서, 직사편광보다 원편광의 이점이라고 할 수 있다.
영사기는 1초당 144회, 좌안용과 우안용의 코마를 교대로 투영한다. 우안용이 우원편광, 좌안용이 좌원편광의 코마가 된다. Z-Screen이라고 불리는 풀푸쉬방식의 전기광학 액정변조기가 편광을 바꿔주기 때문에 영사용 렌즈의 정면에 배치된다. 좌우 각각의 눈이 지시된 코마만을 보도록 반대편에 편광하고 있는 렌즈를 낀 안경을 관객은 착용한다. 머리는 기울여도 지시된 코마만이 눈에 도달한다. RealD 3D시네마에는 각각의 코마가 3회 정도 점멸하는 트리플 후래쉬라고 불리는 시스템이 있다. 통상, 원래 영상은 한쪽 눈에서 1초당 24코마(합 48코마)가 존재하지만, 이 정도라면 카메라가 수평 방향으로 움직였을 때 미묘한 잔상이나 흔들림이 발생할 가능성이 있기 때문이다. 원편광 필터 고유의 광량저하를 보충해 반사광의 감소를 줄이기 위해, 또 편광을 유지하기 위해 실버 스크린이 채용되고 있다. 결과적으로 스크린 앞뒤로 넓게 퍼지도록 보이는 3차원 영상을 볼 수 있다.

## 같이 보기
- 아이맥스
- 디즈니 디지털 3-D